# Nuoto ai XV Giochi panamericani
Il nuoto ai Giochi panamericani 2007 ha visto lo svolgimento di 34 gare, 17 maschili e 17 femminili.

## Medagliere
| #      | Nazione           | Oro | Argento | Bronzo | Totale |
| ------ | ----------------- | --- | ------- | ------ | ------ |
| 1      | Stati Uniti       | 22  | 14      | 5      | 41     |
| 2      | Brasile           | 9   | 8       | 9      | 26     |
| 3      | Venezuela         | 2   | 1       | 3      | 6      |
| 4      | Canada            | 1   | 6       | 11     | 18     |
| 5      | Messico           | 0   | 2       | 1      | 3      |
| 6      | Argentina         | 0   | 1       | 1      | 2      |
| 6      | Porto Rico        | 0   | 1       | 1      | 2      |
| 8      | Isole Cayman      | 0   | 1       | 0      | 1      |
| 9      | Bahamas           | 0   | 0       | 1      | 1      |
| 9      | Barbados          | 0   | 0       | 1      | 1      |
| 9      | Trinidad e Tobago | 0   | 0       | 1      | 1      |
| Totale | Totale            | 34  | 34      | 34     | 102    |

## Podi

### Uomini
| Evento               | Oro | Prest.     | Argento | Prest.     | Bronzo                                                                                      | Prest.     |
| Stile libero         | |            | |            |                                                                                             |            |
| 50 m                 | César Cielo Filho | 21"84      | Nicholas Santos | 22"18      | George Bovell                                                                               | 22"36      |
| 100 m                | César Cielo Filho | 48"79      | José Meolans | 49"42      | Gabe Woodward                                                                               | 49"59      |
| 200 m                | Matthew Owen | 1'48"78    | Shaune Fraser | 1'48"95    | Adam Sioui                                                                                  | 1'48"97    |
| 400 m                | Matt Patton | 3'49"77    | Tobias Work | 3'50"62    | Armando Negreiros                                                                           | 3'51"18    |
| 1500 m               | Chip Peterson | 15'12"33   | Ricardo Monasterio | 15'23"28   | Kier Maitland                                                                               | 15'25"28   |
| Dorso                | |            | |            |                                                                                             |            |
| 100 m                | Randall Bal | 53"66      | Peter Marshall | 54"64      | Thiago Pereira                                                                              | 54"75      |
| 200 m                | Thiago Pereira | 1'58"42    | Tyler Clary | 1'59"24    | Lucas Salatta                                                                               | 1'59"51    |
| Rana                 | |            | |            |                                                                                             |            |
| 100 m                | Scott Dickens | 1'01"20    | Mark Gangloff | 1'01"24    | Mathieu Bois                                                                                | 1'01"83    |
| 200 m                | Thiago Pereira | 2'13"51    | Henrique Barbosa | 2'13"83    | Scott Spann                                                                                 | 2'13"98    |
| Farfalla             | |            | |            |                                                                                             |            |
| 100 m                | Kaio de Almeida | 52"05      | Gabriel Mangabeira | 52"43      | Albert Subirats                                                                             | 52"78      |
| 200 m                | Kaio de Almeida | 1'55"45    | Eddie Erazo | 1'57"07    | Juan José Veloz Davila                                                                      | 1'58"43    |
| Misti                | |            | |            |                                                                                             |            |
| 200 m                | Thiago Pereira | 1'57"79    | Robert Margalis | 2'00"69    | Bradley Ally                                                                                | 2'00"96    |
| 400 m                | Thiago Pereira | 4'11"14    | Robert Margalis | 4'17"52    | Keith Beavers                                                                               | 4'19"01    |
| Staffette            | |            | |            |                                                                                             |            |
| 4x100 m stile libero | Brasile Fernando Silva Eduardo Deboni Nicolas Oliveira César Cielo Filho Thiago Pereira* Nicholas Santos*               | 3'15"90    | Stati Uniti Gabe Woodward Ricky Berens Dale Rogers Andy Grant Gary Hall Jr.* Alex Righi*                                                  | 3'16"66    | Venezuela Albert Subirats Octavio Alesi Luis Rojas Crox Acuña Jesus Casanova* Reymer Vezga* | 3'18"97    |
| 4x200 m stile libero | Brasile Thiago Pereira Rodrigo Castro Lucas Salatta Nicolas Oliveira                                                    | 7'12"27    | Stati Uniti Ricky Berens Matthew Owen Andy Grant Robert Margalis                                                                          | 7'15"00    | Canada Chad Hankewich Stefan Hirniak Pascal Wollach Adam Sioui                              | 7'17"73    |
| 4x100 m misti        | Stati Uniti Randall Bal Mark Gangloff Ricky Berens Andy Grant Peter Marshall* Christian Schurr* Pat O'Neil* Alex Righi* | 3'34"37    | Brasile Thiago Pereira Henrique Barbosa Kaio de Almeida César Cielo Filho Lucas Salatta* Felipe Lima* Gabriel Mangabeira* Eduardo Deboni* | 3'35.81    | Canada Matthew Hawes Scott Dickens Joe Bartoch Adam Sioui Mathieu Bois* Chad Hankewich*     | 3'38"16    |
| Fondo                | |            | |            |                                                                                             |            |
| 10 km                | Fran Crippen | 2h02'24".1 | Chip Peterson | 2h02'29".2 | Allan do Carmo                                                                              | 2h03.53".7 |

### Donne
| Evento               | Oro                                                                                                | Prest.    | Argento | Prest.     | Bronzo | Prest.     |
| Stile libero         | |           | |            | |            |
| 50 m                 | Arlene Semeco                                                                                      | 25"22     | Vanessa Garcia | 25"46      | Flávia Delaroli | 25"52      |
| 100 m                | Arlene Semeco                                                                                      | 55"17     | Flávia Delaroli | 55"78      | Vanessa Garcia | 55"84      |
| 200 m                | Ava Ohlgren                                                                                        | 2'00"03   | Stephanie Horner | 2'00"29    | Monique Ferreira | 2'01"38    |
| 400 m                | Jessica Rodriquez                                                                                  | 4'12"22   | Patricia Midori Castañeda Miyamoto                                                                                              | 4'13"34    | Corinne Showalter | 4'13"72    |
| 800 m                | Caroline Burckle                                                                                   | 8'35"10   | Patricia Midori Castañeda Miyamoto                                                                                              | 8'38"92    | Savannah King | 8.39"36    |
| Dorso                | |           | |            | |            |
| 100 m                | Julia Smit                                                                                         | 1'02"01   | Fabiola Molina | 1'02"18    | Liz Wycliffe | 1'02"46    |
| 200 m                | Teresa Crippen                                                                                     | 2'10"57   | Julia Smit | 2'13"84    | Liz Wycliffe | 2'13"29    |
| Rana                 | |           | |            | |            |
| 100 m                | Michelle McKeehan                                                                                  | 1'08"49   | Annamay Pierse | 1'08"72    | Elizabeth Tinnon | 1'09"18    |
| 200 m                | Caitlin Leverenz                                                                                   | 2'25"62   | Annamay Pierse | 2'26"79    | Keri Hehn | 2'28"20    |
| Farfalla             | |           | |            | |            |
| 100 m                | Kathleen Hersey                                                                                    | 59"21     | Sam Woodward | 59"98      | Gabriella Silva | 1'00"50    |
| 200 m                | Kathleen Hersey                                                                                    | 2'07"64   | Courtney Kalisz | 2'12"75    | Daiene Dias | 2'13"35    |
| Misti                | |           | |            | |            |
| 200 m                | Julia Smit                                                                                         | 2'13"07   | Emily Kukors | 2'13"88    | Stephanie Horner | 2'15"42    |
| 400 m                | Kathleen Hersey                                                                                    | 4'44"08   | Teresa Crippen | 4'46"18    | Georgina Bardach | 4'47"46    |
| Staffette            | |           | |            | |            |
| 4x100 m stile libero | Stati Uniti Julia Smit Sam Woodward Emily Kukors Maritza Correia Lauren Thies* Michele King*       | 3'41"97   | Canada Elizabeth Collins Seanna Mitchell Chanelle Charron-Watson Hilary Bell                                                    | 3'46"23    | Venezuela Arlene Semeco Erin Volcan Ximena Mari Vilar Arriojas Yanel Adriana Pinto Perez Jeserick Pinto* Jennifer Marquez* | 3'52"87    |
| 4x200 m stile libero | Stati Uniti Jessica Rodríguez Emily Kukors Ava Ohlgren Katie Carroll Lauren Thies* Teresa Crippen* | 8'02"03   | Canada Chanelle Charron-Watson Elizabeth Collins Hilary Bell Stephanie Horner Savannah King* Zsofia Balazs*                     | 8'04"56    | Brasile Tatiana Barbosa Monique Ferreira Manuella Lyrio Paula Baracho Joanna Maranhão*                                     | 8'13"15    |
| 4x100 m misti        | Stati Uniti Julia Smit Michelle McKeehan Kathleen Hersey Maritza Correia Brielle White*            | 4'04"60   | Canada Liz Wyclife Annamay Pierse Stephanie Horner Chanelle Charron-Watson Jillian Tyler* Elizabeth Collins* Caitilin Meredith* | 4'07"85    | Bahamas Alana Dillette Alicia Lightbourne Arianna Vanderpool Wallace Nikia Deveaux                                         | 4'18"97    |
| Fondo                | |           | |            | |            |
| 10 km                | Chloe Sutton                                                                                       | 2h13'47"6 | Poliana Okimoto | 2h13'48".4 | Tanya Hunks | 2h13'50".5 |